# Ваюниты

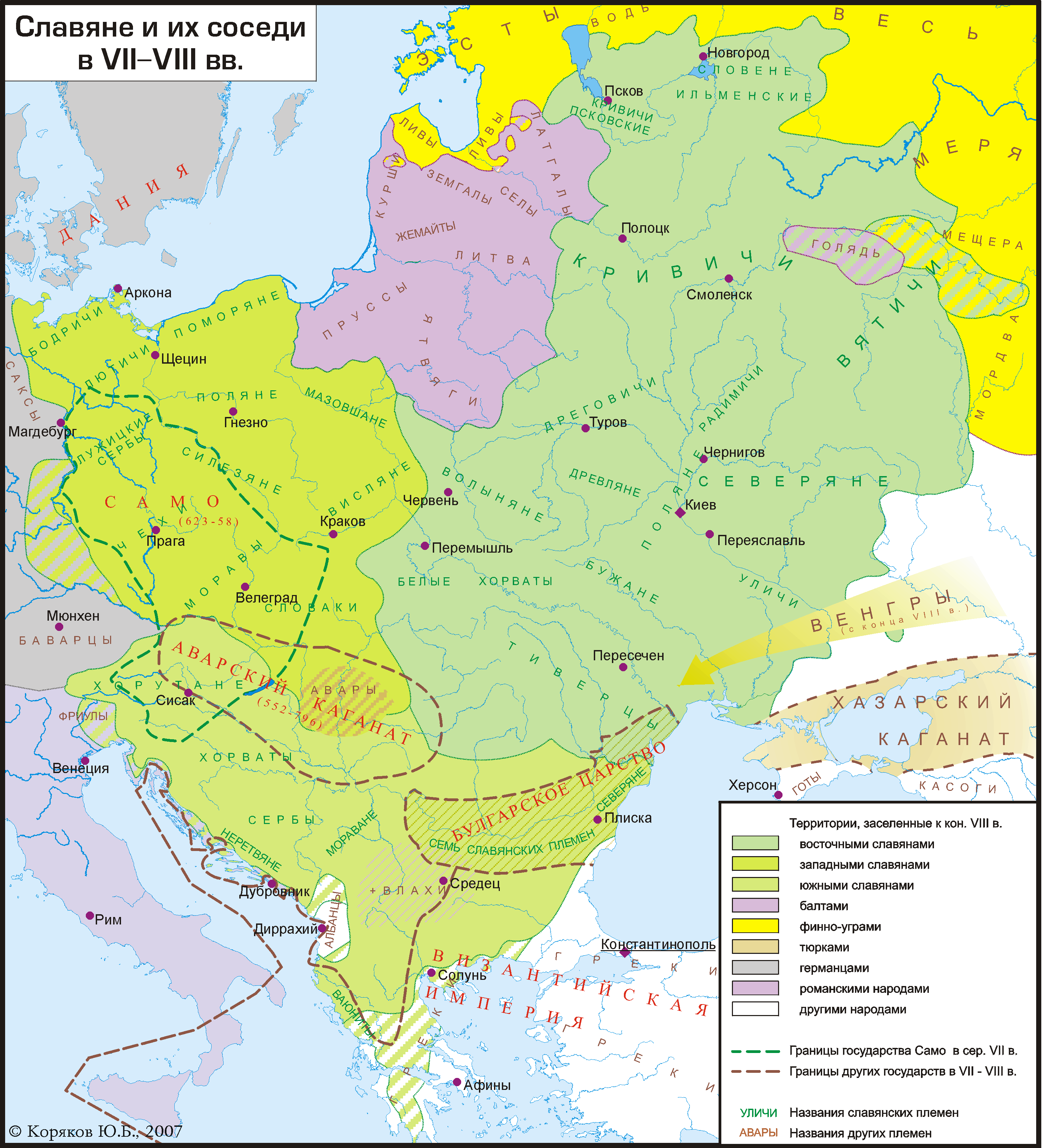
Ареал расселения ваюнитов на юго-западе Балканского полуострова в конце VIII века

Ваюниты (баюниты) — крупное южнославянское племя, населявшее в VIII—XI веках нашей эры юго-запад Балканского полуострова.
Заселив сначала верховья бассейна р. Бистрица (Альякмон), ваюниты постепенно смещались к восточному берегу Ионического моря, где они вошли в тесный контакт с местным албанским и греческим населением. Ядром расселения ваюнитов к 800 г. стали современный Эпир и южная Албания, где на время возникло княжество Вагенетия площадью около 8100 км². Своё название ваюниты, по-видимому, получили из-за своего непокорного, воинственного нрава. Долгое время они сохраняли традиционные славянские верования, но постепенно замещали их православными обрядами, перенимаемыми у греков. К началу XI века, когда начался упадок южнославянской государственности, эти земли вновь вернулись в состав Византийской империи, хотя топоним Вагенетия, равно как и другие славянские топонимы края, употреблялся до XIII века, после чего здесь начались интенсивные албанские миграции. Южнее ваюнитов, на полуострове Пелопоннес, поселилось ещё одно славянское племя — милинги. Основными занятиями обоих являлись земледелие и скотоводство. В XIII—XVI веках ваюниты внутренних районов, по-видимому, растворились в среде албанцев-арнаутов, а приморские группы подверглись эллинизации и вошли в состав греческой народности.